# Walter Schottky
Walter H. Schottky (23. července 1886, Curych – 4. března 1976, Pretzfeld) byl německý fyzik a elektrotechnik, syn matematika Friedricha Schottkyho.

## Životopis
V roce 1915 vynalezl tetrodu. Po studiu fyziky vyučoval Schottky v letech 1923 až 1927 fyziku na univerzitě v Rostocku. Poté odešel do výzkumných laboratoří firmy Siemens und Halske v Berlíně a Pretzfeldu, kde se zabýval základním výzkumem v oboru polovodičů a elektroniky. Jeho práce se soustředila mj. na mechanismus elektrického šumu, vlastnosti prostorového náboje především v elektronových trubicích a na závěrnou vrstvu v polovodičích, jejíž pochopení později posloužilo pro vývoj usměrňovačů na bázi oxidu měďného a také tranzistoru.
Jeho jménem je pojmenována např. Schottkyho dioda, Schottkyho přechod, Schottkyho porucha v krystalech a Schottkyho rovnice.